# Castelo de Saint-Thamar
O Château de Saint-Thamar é um castelo na comuna de Terrou no departamento de Lot da França. Datado do século XV, o castelo sofreu alterações nos séculos XVII e XVIII.
O castelo é propriedade privada e não está aberto ao público. Está classificado desde 1975 como um monumento histórico pelo Ministério da Cultura da França.